# Epcard
EPCARD ist ein Computerprogramm der Europäischen Union zur Berechnung der kosmischen Strahlung im Bereich Luftfahrt.
EPCARD ist die Abkürzung für “European Program Package for the Calculation of Aviation Route Dose”. Mit EPCARD kann man die Dosis berechnen, die durch die wichtigsten Bestandteile der kosmischen Strahlung bei beliebigen Flugrouten und Flugprofilen in Flughöhen zwischen 5 und 25 Kilometern hervorgerufen werden.
Das Programm wurde von Wissenschaftlern des Instituts für Strahlenschutz am Helmholtz Zentrum München, dem Deutschen Forschungszentrum für Gesundheit und Umwelt (früher GSF – Forschungszentrum für Umwelt und Gesundheit), mit Unterstützung der Europäischen Kommission (Verkehrsdezernat) und der Universität Siegen entwickelt.

## Berechnungsgrundlagen
EPCARD simuliert für einen bestimmten Flug (mit einer zeitlichen Auflösung von einer Minute) das tatsächliche Strahlenfeld, das durch sekundäre Teilchen der auf die Erde auftreffenden primären kosmischen Strahlung hervorgerufen wird. Es basiert auf Energiespektren von Neutronen, Protonen, Photonen, Elektronen und Positronen, Myonen, und Pionen, die mit dem Monte-Carlo-Simulationsprogramm FLUKA für verschiedene Höhen über dem Meeresspiegel bis herunter auf Meeresniveau berechnet wurden. Dabei werden alle relevanten physikalischen Parameter wie zum Beispiel das Ausmaß der Sonnenaktivität und die Abschirmung durch das Erdmagnetfeld berücksichtigt. Eine umfangreiche Datenbank mit so genannten Fluenz-zu-Dosis-Konversionsfaktoren wird verwendet, um aus den simulierten Teilchenenergiespektren die Umgebungs-Äquivalentdosis (H*(10)) und die effektive Dosis (E) in der Einheit mSv zu berechnen.

## Zulassung
Im Dezember 2003 erteilten das Luftfahrt-Bundesamt (LBA) und die Physikalisch-Technische Bundesanstalt (PTB) der EPCARD-Version 3.34 die offizielle Zulassung zur Berechnung der Dosis durch kosmische Strahlung von fliegendem Personal. Am 15. November 2005 wurde erstmals ein Programm für das fliegende Personal durch das LBA freigegeben. Im April 2010 wurde die EPCARD.Net Professional Version 5.4.3 offiziell durch das LBA und die PTB für die Berechnung der  Dosis durch kosmische Strahlung von fliegendem Personal zugelassen.

## Technik
EPCARD.NET basiert auf denselben physikalischen Algorithmen wie EPCARD Version 3.34, erlaubt jedoch auf der Basis einer genaueren Beschreibung der involvierten physikalischen Prozesse eine genauere Berechnung von Flugrouten-Dosen. EPCARD.NET wurde neu programmiert und kann unter Benutzung von der .Net-Framework- oder der Mono-Common Language Runtime unter vielen modernen Betriebssystemen verwendet werden. Darunter befinden sich z. B. Microsoft Windows NT/2K/XP/Vista oder Unixoide Systeme wie z. B. Linux, Mac OS X oder Solaris.
Vergleiche von berechneten und in Flugzeugen gemessenen Werten zeigen eine gute Übereinstimmung.

## Verwendung
Zu den Anwendern der Software gehören große deutsche Fluggesellschaften wie die Lufthansa, Condor, LTU oder der internationale Luftfahrtdienstleister ASISTIM GmbH.
Eine vereinfachte Version von EPCARD steht auf der EPCARD-Website zur Verfügung, mit der kostenlos Dosisberechnungen für beliebige Flüge durchgeführt werden können.